# Jüdischer Friedhof (St. Wendel)

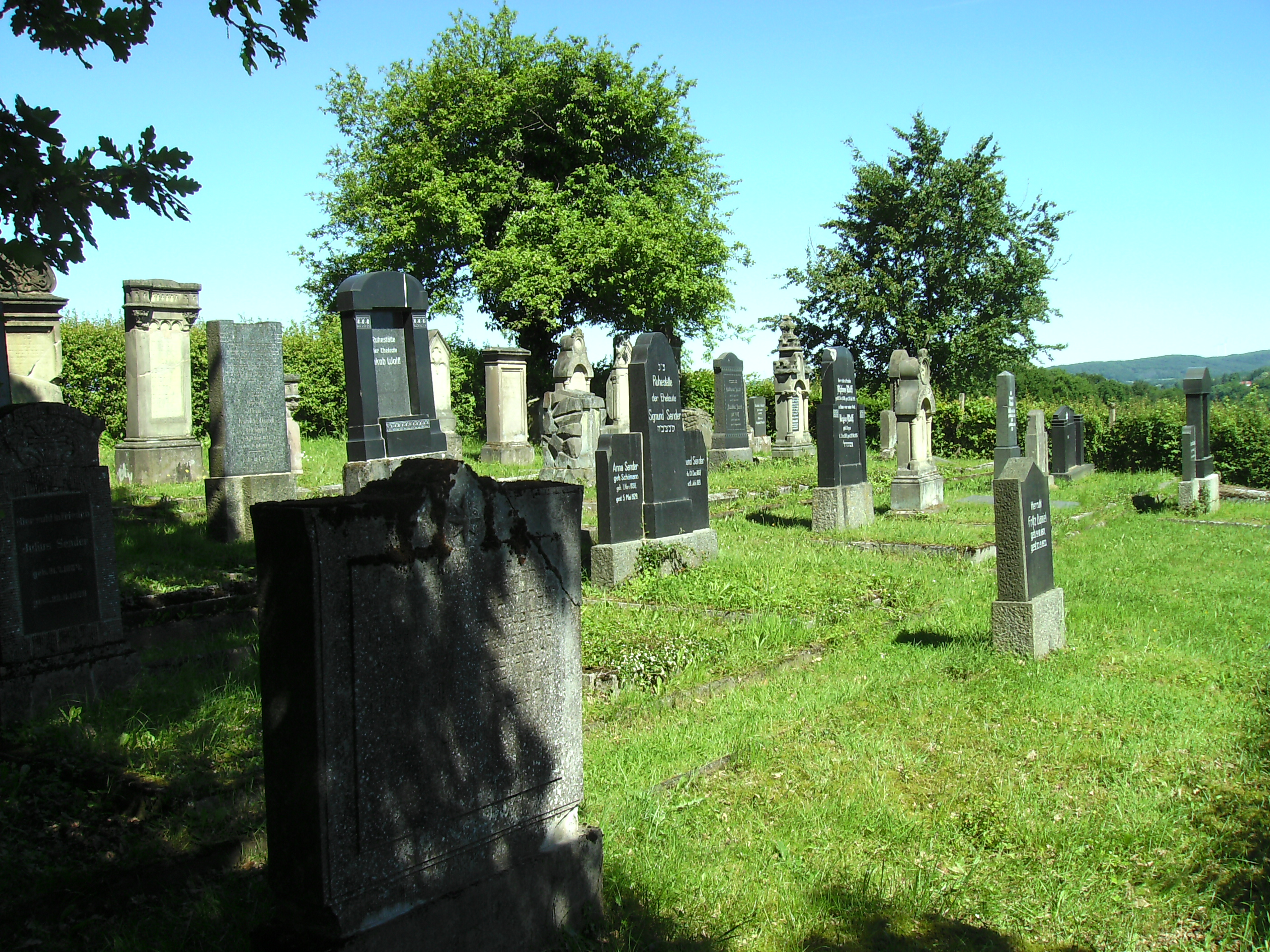
Alter jüdischer Friedhof in St. Wendel

Der Jüdische Friedhof St. Wendel in der Stadt St. Wendel im Landkreis St. Wendel im Saarland ist ein Baudenkmal.

## Beschreibung
Der Friedhof liegt im Stadtteil Urweiler an der Straße „Elsenbach“ westlich der Bahnlinie. Man erreicht ihn nach einer Abzweigung von der Landstraße nach Baltersweiler auf Höhe des Bildhauersymposions.

## Geschichte
Auf dem Friedhof fanden von 1871 bis 1936 ca. 50 Bestattungen statt. Bis 1840 wurden die Juden aus St. Wendel auf dem Friedhof in Forbach bestattet.